# Efferia amarynceus
Efferia amarynceus là một loài ruồi trong họ Asilidae. Efferia amarynceus được Walker miêu tả năm 1849. Loài này phân bố ở vùng Tân nhiệt đới.